# بیلی کوپر (بازیکن فوتبال)
بیلی کوپر (انگلیسی: Billy Cooper؛ زادهٔ ۱۹۱۷) بازیکن فوتبال اهل بریتانیا است.
از باشگاه‌هایی که در آن بازی کرده‌است می‌توان به باشگاه فوتبال روچدیل و باشگاه فوتبال برادفورد سیتی اشاره کرد.